# سیلویا البرشت
سیلویا البرشت (انگلیسی: Sylvia Albrecht؛ زادهٔ ۲۸ اکتبر ۱۹۶۲) اسکیت‌باز سرعت اهل آلمان است.